# Người Úc gốc Việt

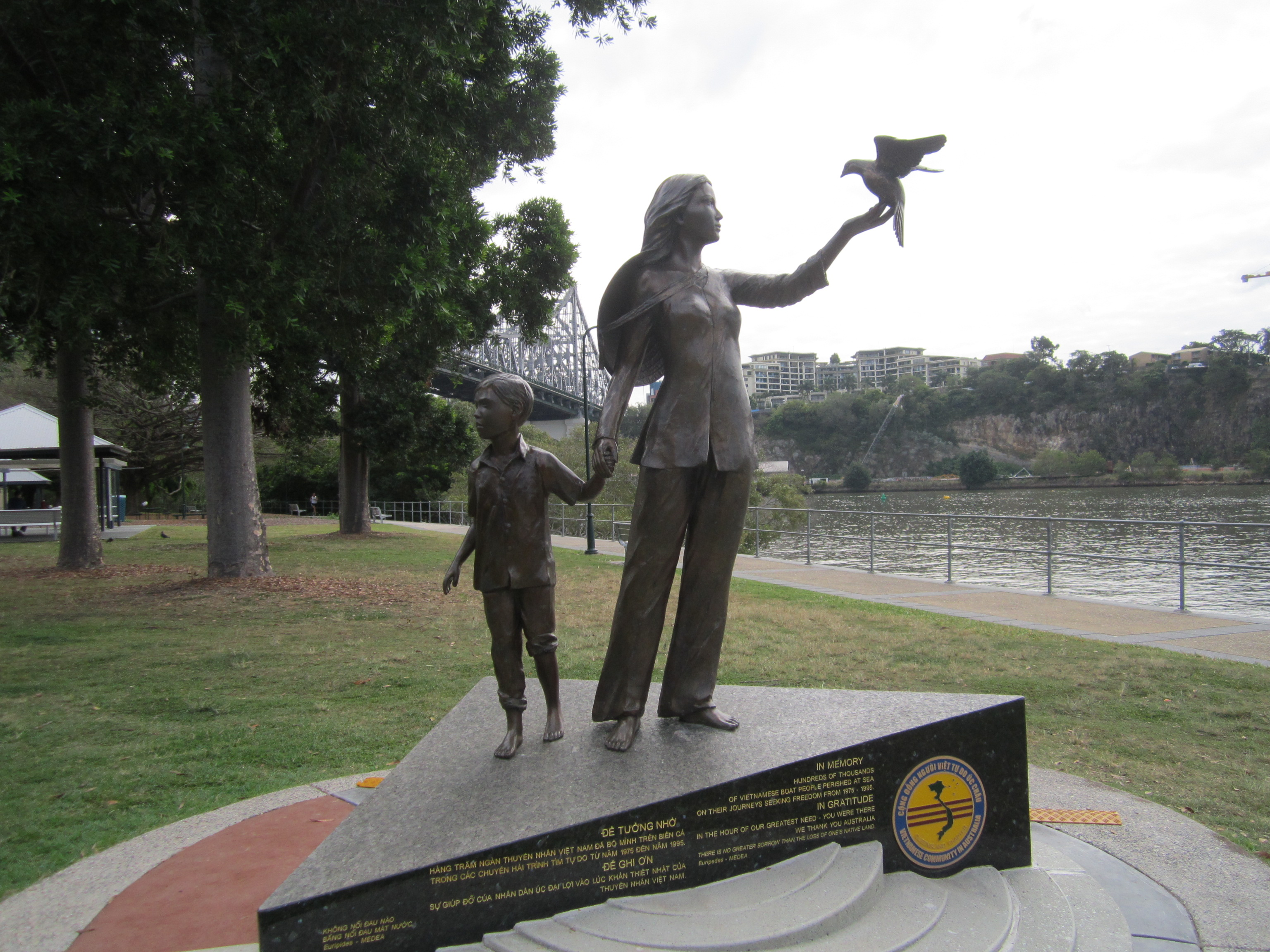
Đài tưởng niệm Thuyền nhân Việt Nam, khánh thành 2 Tháng 12, 2012 ở Brisbane, Queensland

Trước năm 1975, người Việt tại Úc chỉ có khoảng 2000 người. Sau khi Chiến tranh Việt Nam chấm dứt, nhiều nghìn người từ miền Nam Việt Nam bỏ xứ ra đi vì tình hình kinh tế khó khăn, trong đó rất nhiều thuyền nhân được định cư tại Úc. Người Việt là cộng đồng tị nạn lớn nhất ở Úc.
Theo thống kê năm 2021, có 334.781 người khai báo có gốc Việt (không quan trọng tổ tiên chỉ là người Việt Nam hoặc sự kết hợp khác), chiếm 1,3% dân số nước Úc. Ước tính năm 2021 của Cục Thống kê Úc cho biết có 268.170 cư dân Úc sinh tại Việt Nam.

## Phân bố
Vì lý do ngôn ngữ, liên hệ gia đình, việc làm và nhất là do tình đồng hương, đa số người Việt sống quây quần với nhau và thường tập trung tại các thành phố lớn như Sydney, Melbourne.
Theo thống kê năm 2006, người Việt sinh đẻ ở Việt Nam ở Úc có tới 159,849 người, đông nhất là sống tại Sydney là 59.354 người, tại Melbourne là 54.624 người.

 Người Việt vùng Sydney tụ tập đông nhất ở Cabramatta (Fairfield), Marickville và Bankstown. Saigon Place được quảng bá như một thắng cảnh ở Bankstown. Vì đông người Việt nên Cabramatta, vùng ngoại ô phía tây thành phố còn mệnh danh là "Saigonmatta".
Thu nhập trung bình của người Việt thì thấp hơn so với người Úc nói chung. Qua cuộc thống kê 2006, lợi tức trung bình mỗi tuần của người Việt là $349 so với người Úc $488. Sự khác biệt này có thể giải thích được qua số thất nghiệp cao (11.4 % so với 5.2% của người Úc) và người Úc sinh ra ở Việt Nam làm việc nhiều trong giới lao động lương thấp. Một vấn đề đáng đề cập tới là số ở tù rất cao, năm 2010 tù nhân sinh ra ở Việt Nam chiếm 3% số tù nhân ở Úc.Nhưng sau một thập kỉ thì mọi chuyện đã thay đổi theo chiều tích cực hơn. Ngược lại tỉ lệ số người có học vấn cao thì nhiều hơn người Úc. Con số người Việt có nhà cửa cũng tương đối cao, mặc dù họ sang Úc ở chưa lâu.Số người có điều kiện kinh tế cũng nhiều hơn các sắc dân khác.

## Tổ chức
Cộng đồng người Việt tại Úc là một cộng đồng non trẻ, vì mới thành lập và có tuổi bình quân là trẻ. Người Việt tại Úc thường sống rất đoàn kết và thường xuyên có những sinh hoạt cộng đồng để giữ gìn văn hóa và bản sắc Việt. Nhiều hội đoàn đồng hương được thành lập, như Cộng đồng người Việt Tự do Liên bang Úc Châu.

## Sinh hoạt văn hóa

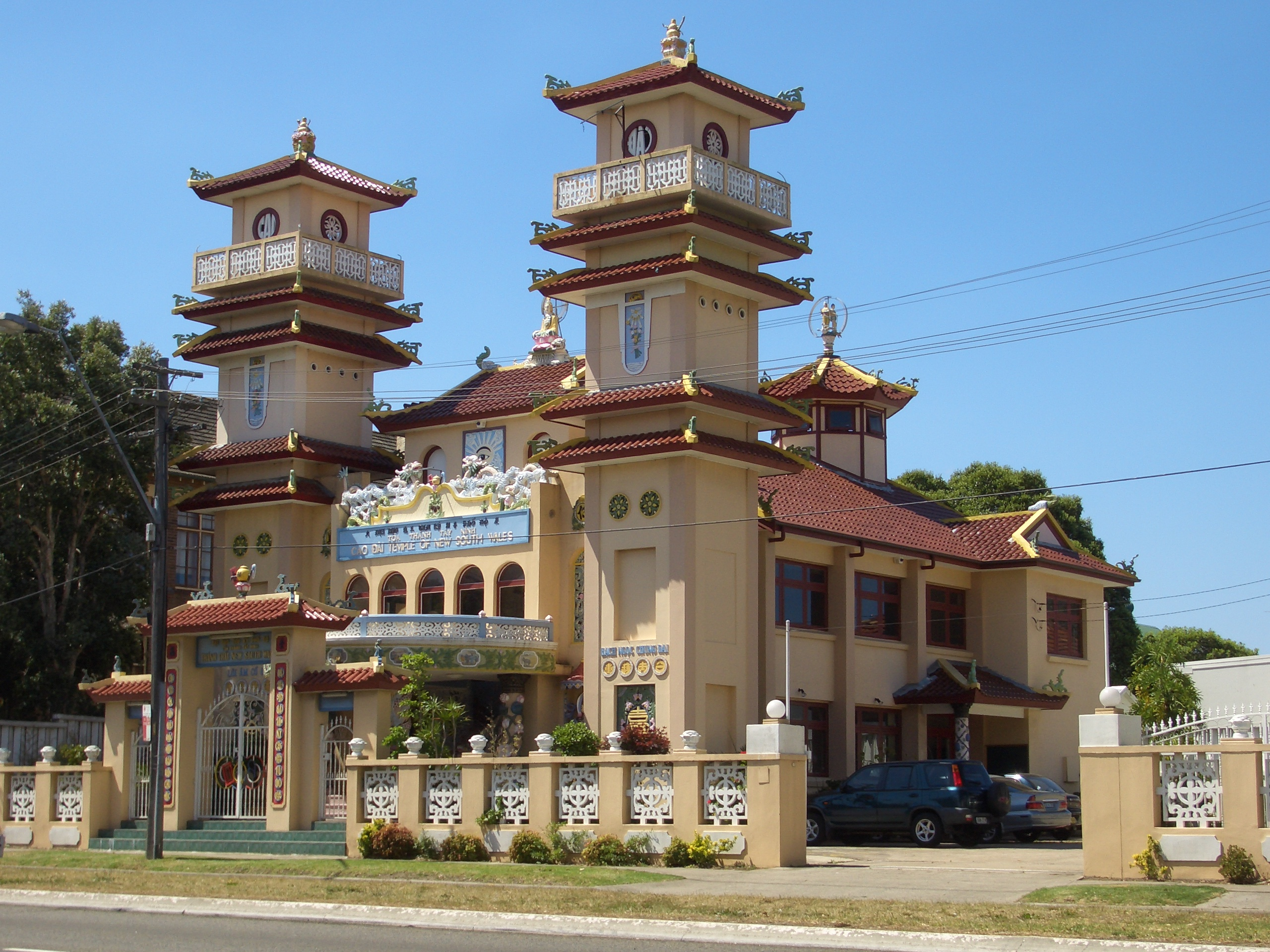
Thánh thất New South Wales, một thánh thất Cao Đài tại Úc

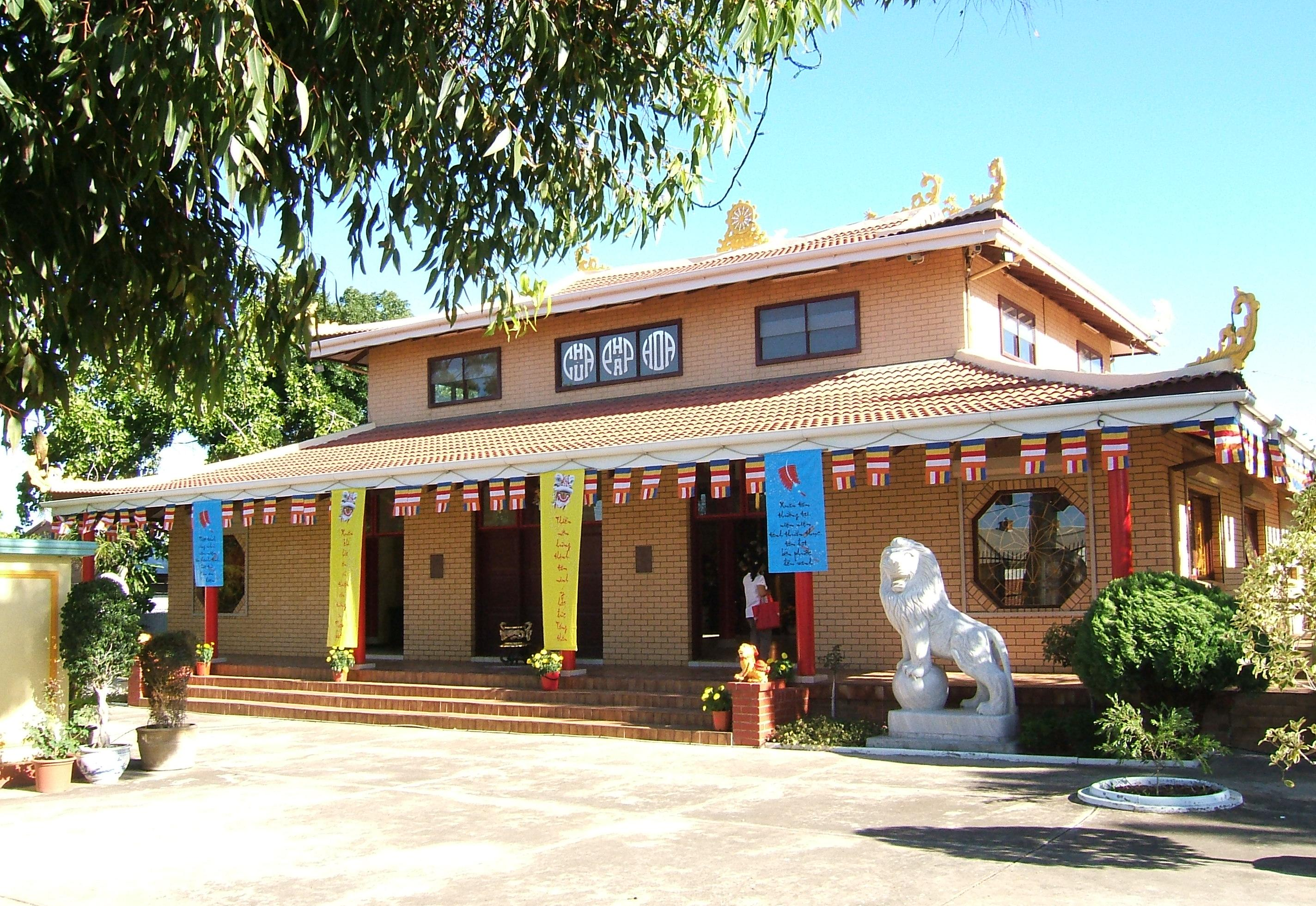
Chùa Pháp Hoa, một ngôi chùa Việt tại Úc

Cộng đồng người Úc gốc Việt còn duy trì một số sinh hoạt văn hóa như việc dựng Đền thờ Quốc tổ ở Melbourne, kỷ niệm giỗ đức Thánh Trần, mở trường dạy tiếng Việt, cùng chùa chiền, nhà thờ cũng như triển lãm những thư tịch và hình ảnh của Văn khố Thuyền nhân. Ở Footscray (Melbourne, Victoria); Brisbane, Queensland và Bankstown, NSW đều có đài kỷ niệm Thuyền nhân Việt Nam.
Hàng năm, vào ngày Tết Nguyên Đán, đều có các cuộc diễn hành Tết và Hội Tết của cộng đồng người Việt tại khắp nơi, mang đậm bản sắc văn hóa Việt, như tại Sydney, Melbourne với hàng trăm ngàn người tham dự.

## Chính trị
Đối với số đông người Úc gốc Việt thì quan điểm chính trị có xu hướng đối lập với chính quyền nhà nước Cộng hòa Xã hội Chủ nghĩa Việt Nam, điển hình như trong vụ đài truyền thông SBS dự định phát sóng chương trình trực tiếp từ Việt Nam sang. Họ phản đối mạnh vì cho đó là tiếp tay quảng bá lập trường một chiều của nhà nước Việt Nam.. Có thể nhận thấy rõ sự khác nhau giữa xu hướng cực đoan chống cộng của những thành phần người Việt nhập cư vào Úc sau sự kiện 30-4-1975, và xu hướng có phần ôn hòa, trung dung hơn của thành phần người Việt nhập cư vào Úc châu khoảng hai thập niên gần đây (từ thập niên 1990 trở lại đây), vì họ nhập cư vào Úc ít vì lý do chính trị hơn mà đa phần là mục tiêu kinh tế, muốn tìm một vùng đất kinh tế phát triển và dễ làm ăn sinh sống, giống như mục tiêu của bất cứ cộng đồng Hoa kiều hay các cộng đồng di dân Đông Nam Á nào khác.

## Tham gia xã hội địa phương
Nhiều người Úc gốc Việt cũng tạo nhiều thành công trong đời sống. Về mặt chính trị, nhiều người cũng nắm giữ những chức vụ quan trọng trong chính quyển Úc, như ông Lê Văn Hiếu hiện là Toàn quyền tiểu bang Nam Úc, bà Lâm Lệ Hoa (Le Lam) hiện là thị trưởng thành phố Auburn, New South Wales và bà là phụ nữ Úc đầu tiên và là người châu Á đầu tiên giữ chức vụ thị trưởng thành phố này, Nguyễn Minh Sang (Sang Nguyen) từng là thị trưởng trẻ nhất quận hạt Richmond và hiện là nghị sĩ tiểu bang Victoria. Về khoa học, Tiến sĩ Vũ Thị Ngọc Trang là phụ nữ đầu tiên được bổ nhiệm vào Viện Khoa học Kỹ thuật Hoàng gia, kiêm nhiệm chức vụ giám đốc Trung tâm Nghiên cứu xã hội thực nghiệm Úc, giáo sư - tiến sĩ sử học Trần Mỹ Vân tại Đại học Nam Úc (University of South Australia). Hai anh em Anh Do và Khoa Do cũng đạt nhiều thành công, Khoa Do được nhận giải thưởng Nhân vật trẻ Úc tiêu biểu năm 2005 và Anh Do là nghệ sĩ đa tài, là nghệ sĩ hài và diễn viên được ái mộ. Lê Nam là nhà văn, và Natalie Tran là video blogger nổi tiếng.